# Dichochrysa prasina
Dichochrysa prasina är en insektsart som först beskrevs av Hermann Burmeister 1839.  Dichochrysa prasina ingår i släktet Dichochrysa och familjen guldögonsländor. Arten är reproducerande i Sverige. Inga underarter finns listade i Catalogue of Life.